# Божимув
Божимув (пол. Borzymów) — село в Польщі, у гміні Олесниця Сташовського повіту Свентокшиського воєводства.
Населення — 301 особа (2011).
У 1975-1998 роках село належало до Келецького воєводства.

## Демографія
Демографічна структура на день 31 березня 2011 року:
|          | Загалом | Допрацездатний вік | Працездатний вік | Постпрацездатний вік |
| -------- | ------- | ------------------ | ---------------- | -------------------- |
| Чоловіки | 151     | 33                 | 95               | 23                   |
| Жінки    | 150     | 28                 | 76               | 46                   |
| Разом    | 301     | 61                 | 171              | 69                   |